# São Roque do Pico
São Roque do Pico (portugalska izgovorjava: [sɐ̃w ˈʁɔk () ðu ˈpiku]) je občina in naselje na severnem delu otoka Pico, v portugalskem otočju Azorov. V letu 2011 je v občini živelo 3388 prebivalcev. na območju 142,36 km².

## Zgodovina
Medtem ko so se prvi prihodi na otok zgodili v 15. stoletju, se je pozneje pojavila regija, ki bi postala znana kot São Roque . Prvi kolonizatorji iz Pica so zasedli območje Lajes, in so prihajali iz krajev severne Portugalske, ker je bilo v drugih delih otoka malo sidrišč. Kar se je zgodilo na severu, je bilo popolnoma drugače: ti kolonizatorji so bili družine iz Graciose, ki bi jih kasneje, po ukazu Josse van Huerterja, dopolnili Flamci iz Faiala. V tem času je bil São Roque periferna jurisdikcija Lajes do Pico, številne verske in kulturne slovesnosti pa so bile osredotočene v tem občinskem središču v samostanu São Francisco. 
Ta vpliv Faiala se je nadaljeval večino zgodovine otoka in se vključil v kapitanijo (kolonialno upravo) njene sosede. 
Občina je bila ustanovljena leta 1542, ko so njeni državljani zaprosili kralja Janeza Portugalskega, da bi jim zagotovili upravno avtonomijo od Lajes. Kralj Janez je torej oddvojil iz Lajes do Pico ozemlje São Roque do Pico, hkrati pa je ustanovil civilni župniji São Roque in Nossa Senhora da Ajuda. S podelitvijo te koncesije je družina Álvares obljubila, da bo enkrat tedensko praznovala mašo »... dokler bo svet trajal«, kar je bilo preneseno tudi na njihove potomcee.
Majhna puščavnikova stavba São Roque in kapela Bom Jezus ni bila dovolj za obvladovanje naraščajočega prebivalstva. Leta 1714 je bilo odločeno, da se zgradi cerkev São Roque, ki je bila zaključena po dvanajstih letih.
V času, ko je bilo prebivalstvo namenjeno predvsem življenjskemu načinu preživetja, z gojenjem grozdja za pridelavo vina in aktivnim ribolovom. Zaradi vulkanskih izbruhov, ki so se pojavili v 18. stoletju, je bila večina tal rodovitna, kar je povzročilo množično proizvodnjo vina Verdelho, ki je bil priljubljen izvoz v Ameriko in Evropo.
Do 19. stoletja sta vinograde okužila bolezen oidij in trtna uš in uničila trto in je počasi napredovala po otoku, vse do uvedbe novih vrst. Medtem pa so se domačini preusmerili k drugim gospodarskim virom, predvsem so se osredotočili na kitolov, da bi dopolnili ribištvo. Ta kultura je bila pomemben del občine, posledica česar je bila ustanovitev petih ločenih tovarn ob obali, da bi podprli predelavo kitov v olje, parfume in gnojila. Že v 20. stoletju je občinski sedež postal sedež Fabrice das Armações Baleeiras Reunidas, ki je nastala leta 1942, kot posledica združenja starejših podjetij Companhia Velha Baleeira, Lda., Armação Baleeira do Livramento, Lda. in Armação Baleeira Atlântica, Lda. in delovala do 1980-ih. Nato je bila zgradba po prepovedi kitolova preurejena v muzej, ki razstavlja predmete iz tega obdobja, stroje, pripomočke in makete, ki kažejo lov na kite, ljudi, ki so vključeni v dejavnost in stiske lokalnega gospodarstva, povezane s kitolovom. 

## Geografija
Občinski sedež São Roque je primarna mestna aglomeracija vzdolž severne obale, organizirana okoli dveh glavnih središč: na zahodu, zgodovinska vas São Roque in na vzhodu Cais do Pico, ki je zrasla iz dejavnosti, povezanih z morjem, kitolovom in ribolovom v drugi polovici 19. stoletja. Ti dve področji tvorita jedro civilne župnije Sao Roque, vendar se občina São Roque do Pico razprostira na eni tretjini otoka Pico, ob severni obali, ki obsega pet civilnih župnij, ki jih sestavljajo:
- Prainha - drugo naselje, ki je nastalo na severni obali otoka; naselje je bilo stoletja središče proizvodnje vina verdelho. Je relativno blizu polja lave, ki je posledica vulkanskega izbruha leta 1572 in ima majhno jezero Lagoa Caiado.
- Santa Luzia - vključuje obmorski vasi Lajido in Cabrito, vendar se razteza na številne tipične stavbe, zgrajene iz bazaltnih vulkanskih kamnin, vključno z Lajido do Meio in območjem okoli Ribeira Nova.
- Santo Amaro - župnija, ki je priznana po svojem prispevku k ročni gradnji ladij na otoku, naselja se raztezajo vzdolž obale od glavne vasi do višine Terra Alta.
- Santo António - poimenovana po portugalskem svetniku, župnija vključuje majhni vasici Santana in Sao Vicente.
- São Roque - relativno staro mesto in trgovsko pristanišče (Cais do Pico), povezano s kitolovsko industrijo in lokacijo edine tovarne za predelavo kitolov v občini.

Podnebje v občini je blago in vlažno, temperatura pa niha med 14 ° C in 22 ° C, z redno stopnjo padavin skozi vse leto. 

## Arhitektura

### Posvetna
- Pomožna postaja (Posto de Consulta e Socorros de São Roque do Pico)
- Carinski urad (Posto de Despacho da Alfândega de São Roque do Pico)
- Okrožno sodišče v São Roque do Pico (Tribunal da Comarca de São Roque do Pico)
- Zgodovinsko središče São Roque do Pico (Núcleo Urbano da Vila de São Roque do Pico)
- Davčni urad (Posto da Guarda Fiscal de São Roque do Pico)
- Subregionalna bolnišnica São Roque do Pico (Hospital subregional de São Roque do Pico)

### Religiozna
- Cerkev Nossa Senhora da Ajuda (Igreja Paroquial de Prainha / Igreja de Nossa Senhora da Ajuda)
- Cerkev Santa Luzia (Igreja de Santa Luzia)
- Cerkev Santo Amaro (Igreja de Santo Amaro / Igreja de Santo Amaro)
- Cerkev Santo Antóno (Igreja de Santo António / Igreja de Santo António)
- Cerkev São Roque (Igreja de São Roque)
- Samostan São Pedro de Alcântara (Convento de São Pedro de Alcântara), frančiškanski samostan iz 16. stoletja, ki je bil ustanovljen v starem delu mesta Cais do Pico, središču samostanskega življenja na severnem delu otoka. razpuščen je bil z ukazom po liberalni revoluciji leta 1820. [7] V zaporednih letih se je spreminjal, da bi služila kot sodišče, zapor in finančna služba, preden je bil opuščen in začel propadati. Sedaj je preoblikovan v mladinski hotel.
- Puščavnikovo zavetišče São Vicente (Ermida de São Vicente), zgrajeno sredi 18. stoletja in posvečeno Vincentu Saragosi, prepoznavno po svojem piramidnem stolpu in zvoniku v obliki križa Kristusovega reda..